# Interestatal 43
La Interestatal 43 (abreviada I-43) es una autopista interestatal ubicada en el estado de Wisconsin. Inicia en el sur desde Beloit, sigue hacia el norte hasta finalizar en Howard. La autopista tiene una longitud de 308,3 km (191.55 mi).

## Mantenimiento
Al igual que las carreteras estatales, las carreteras federales, la Interestatal 43 es administrada y mantenida por el Departamento de Transporte de Wisconsin por sus siglas en inglés WisDOT.

## Principales ciudades que atraviesa
- Beloit, Wisconsin
- Milwaukee, Wisconsin
- Sheboygan, Wisconsin
- Manitowoc, Wisconsin
- Green Bay, Wisconsin